# Тофт (Шотландия)
Тофт (англ. Toft) — деревня в северной части острова Мейнленд в архипелаге Шетландских островов.

## География
Расположена у юго-западного берега пролива Йелл-Саунд, разделяющего острова Йелл и Мейнленд. В двух километрах на юго-восток от Тофта находится деревня Моссбанк, в трёх километрах на запад — нефтяной терминал «Саллом-Во».

## Экономика
Паромная переправа связывает Тофт с деревней Улста на юго-западе острова Йелл.
Автодорога «A968» ведёт через паромные переправы на остров Анст на севере и в деревню Хиллсайд в центре острова Мейнленд на юге. Дорога «B9076» ведёт вдоль восточного берега бухты Саллом-Во в деревню Брэй и аэропорт Скатста.